# Марут Мартиропољски
Свети Марут је хришћански светитељ и епископ града Тагрита у Месопотамији.
Славан због вере и доброте. Марут ублажи гнев персијског цара Издигерда I према хришћанима, испроси од њега мошти четири стотине мученика у Персији, и основа нарочити град, Мартиропољ, где положи те свете мошти. У томе граду и он сконча свој земаљски пут 422. године и пресели се ка Господу.
Српска православна црква слави га 16. фебруара по црквеном, а 1. марта по грегоријанском календару.